# Gunbower
Gunbower är en ort i Australien. Den ligger i kommunen Campaspe och delstaten Victoria, omkring 210 kilometer norr om delstatshuvudstaden Melbourne. Antalet invånare är 269.
Runt Gunbower är det mycket glesbefolkat, med 4 invånare per kvadratkilometer.. Det finns inga andra samhällen i närheten. 
Trakten runt Gunbower består till största delen av jordbruksmark. Genomsnittlig årsnederbörd är 514 millimeter. Den regnigaste månaden är februari, med i genomsnitt 77 mm nederbörd, och den torraste är januari, med 16 mm nederbörd.